# Caio Mario Coluzzi Bartoccioni
Caio Mario Coluzzi Bartoccioni (Perugia, 30 novembre 1938 – Roma, 20 ottobre 2012) è stato un biologo, epidemiologo e parassitologo italiano, studioso ed esperto di fama internazionale nel campo dell'epidemiologia della malaria.

## Biografia
Figlio dell'epidemiologo umbro Alberto Coluzzi, e di Anna Wimmer, educatrice tedesca di Passavia, ebbe come sorella l'attrice Francesca Romana Coluzzi. Visse i primi anni con la famiglia in Albania, dove il padre era stato inviato per svolgere attività di ricerca e lotta antimalarica dall'Istituto di Malariologia Ettore Marchiafava, durante il periodo di occupazione italiana. In seguito agli eventi legati all'Armistizio di Cassibile, il 14 ottobre 1943 la famiglia fece ritorno a Perugia, per poi trasferirsi alla fine del 1945 nella Casa delle Palme, una grande casa di campagna sita nella frazione di Monticelli, acquistata dal padre per insediarvi la famiglia, ed affittata dallo Stato Italiano per crearvi congiuntamente un laboratorio sperimentale di indagini malariologiche.
Dopo la laurea in Scienze Biologiche, si è sposato il 14 luglio 1963 con Adriana Sabatini, ricercatrice in Parassitologia all'Istituto Superiore di Sanità di Roma, con la quale ha portato avanti una fruttuosa collaborazione scientifica per anni, e dalla quale ha avuto una figlia, Barbara Coluzzi Bartoccioni, nata a Roma l'8 giugno 1970.
Ha iniziato ad insegnare all'Università di Camerino. Ha ricevuto due lauree Honoris causa, intanto in Biologia ed in seguito in Medicina. È stato quindi per anni docente di parassitologia all'Università La Sapienza di Roma, collaboratore dell'Organizzazione Mondiale della Sanità (OMS), direttore del laboratorio per l'Epidemiologia della Malaria del Dipartimento di Scienze di Sanità Pubblica dell'Università La Sapienza di Roma e accademico dei Lincei.
È stato diagnosticato affetto da un Parkinson rigido nel 1994, ed è morto di polmonite ab-ingestio dopo una decina di anni da quando era rimasto immobilizzato in sedia a rotelle a causa della rottura a distanza di poco tempo di un femore dopo l'altro. Nel frattempo la malattia era stata più accuratamente diagnosticata come una paralisi sopra-nucleare progressiva, in base all'esame della RMN.

### Contributi scientifici
Iniziato alla ricerca scientifica in giovane età dal padre Alberto (la sua prima pubblicazione risale ai tempi del Liceo classico), è stato autore di oltre 300 pubblicazioni scientifiche. Le ricerche di Mario Coluzzi hanno intanto messo in evidenza gli effetti disastrosi del DDT sull'equilibrio degli ecosistemi (laghetti e simili), quindi anche di medicinali quali la clorochina sull'insorgenza di fenomeni di resistenza del plasmodio responsabile della malaria nella zanzara Anopheles, vettore della malattia.
Importanti sono i suoi contributi sulla genetica dei vettori malarici, che lo hanno portato al riconoscimento dell'esistenza di sei specie gemelle del genere Anopheles, ciascuna in possesso di diversa capacità di contribuire alla diffusione della malattia, che possono distinguersi solo in base all'esame intanto con microscopio ottico dei cosiddetti "cromosomi giganti", presenti in particolare nelle ghiandole salivari per permettere la produzione rapida di un'abbondante quantità di saliva (che viene iniettata alla puntura per impedire la coagulazione del sangue, che poi è quella che produce la caratteristica reazione di prurito e nella quale si trovano eventualmente i plasmodi responsabili della malaria). Collegato a questo lavoro è l'ipotesi da lui avanzata negli ultimi anni, su una speciazione tuttora in atto nel complesso Anopheles gambiae, che è stata successivamente confermata da studi di biologia molecolare. Un'altra linea di ricerca originale importante è stata quella sull'origine e diffusione della forma di malaria che può rivelarsi fatale per l'Homo sapiens, dovuta all'opera di diverse specie di Anopheles divenute spiccatamente antropofile circa 6 000 anni fa, in concomitanza con il passaggio dell'Homo sapiens da arboricolo ed allevatore a coltivatore prevalentemente stanziale, dando inizio al processo che avrebbe portato all'espansione e diffusione attuale della malattia nella popolazione umana.
Le sue ricerche genetiche hanno poi portato alla pubblicazione dell'intero genoma dell'Anopheles e del Plasmodium. All'attività di Coluzzi si deve poi la creazione di una scuola scientifica, che conta decine di importanti scienziati, e la promozione e direzione di importanti collaborazioni scientifiche internazionali con paesi in via di sviluppo, per la lotta alla malaria, soprattutto in area sub-sahariana, finanziati dal Ministero degli affari esteri e dall'Istituto Pasteur-Fondazione Cenci Bolognetti. In particolare, è stato dedicato alla sua memoria il nome di una specie identificata in seguito nell'Africa sub-sahariana, l'Anopheles coluzzii.
Gli studi di Mario Coluzzi sui siti riproduttivi del vettore malarico Anopheles gambiae, costituiti da piccoli ed effimeri accumuli temporanei di acqua dolce, hanno mostrato come non sia acriticamente estensibile, all'Africa subsahariana, il modello sinergico che vede, nel mondo occidentale, le pratiche e lo sviluppo agricolo quali importanti elementi di contrasto alla riproduzione del vettore. In ambiente subsahariano, al contrario, i fattori di trasformazione ambientale indotti dall'uomo (deforestazione, irrigazione, desalinizzazione delle aree costiere), hanno il solo effetto di moltiplicare i siti e le opportunità riproduttive del vettore, incrementando la trasmissione del parassita.
Recenti ricerche condotte da lui e dal suo gruppo, hanno investigato fenomeni di resistenza malarica all'interno dell'etnia dei Fulani comparata a quella dei Dogon (see Difference in susceptibility to Malaria between two sympatric ethnic groups in Mali, 2005).

### Affiliazioni e riconoscimenti
È stato membro del Committee on Malaria Prevention and Control dell'United States National Academy of Sciences e ha fatto parte della Task Force on Malaria Prevention and Control dell'Advisory Group on the Control of Tropical Diseases, e della Task Force for the Multilateral Initiative on Malaria (MIM). È stato sodale della Società italiana di Parassitologia, della Royal Society of Tropical Medicine and Hygiene, membro del consiglio d'amministrazione dell'Istituto Pasteur-Fondazione Cenci Bolognetti.
L'Accademia dei Lincei gli ha conferito il Premio Feltrinelli nel 1989. L'Istituto Pasteur, nel 2003, gli ha assegnato il Premio internazionale Émile Brumpt per "la prestigiosa carriera spesa nella lotta contro la malaria e la parassitologia nel mondo". Il 10 aprile 2008 gli è stato consegnato, presso il Laboratorio Europeo di Biologia Molecolare (Embl) dell'Università di Heidelberg, il BioMalPar Life Award, conferito dal BiomalPar (Biology and Pathology of Malaria Parasite), il network di eccellenza istituito dalla Commissione europea.